# Wykwit piankowaty

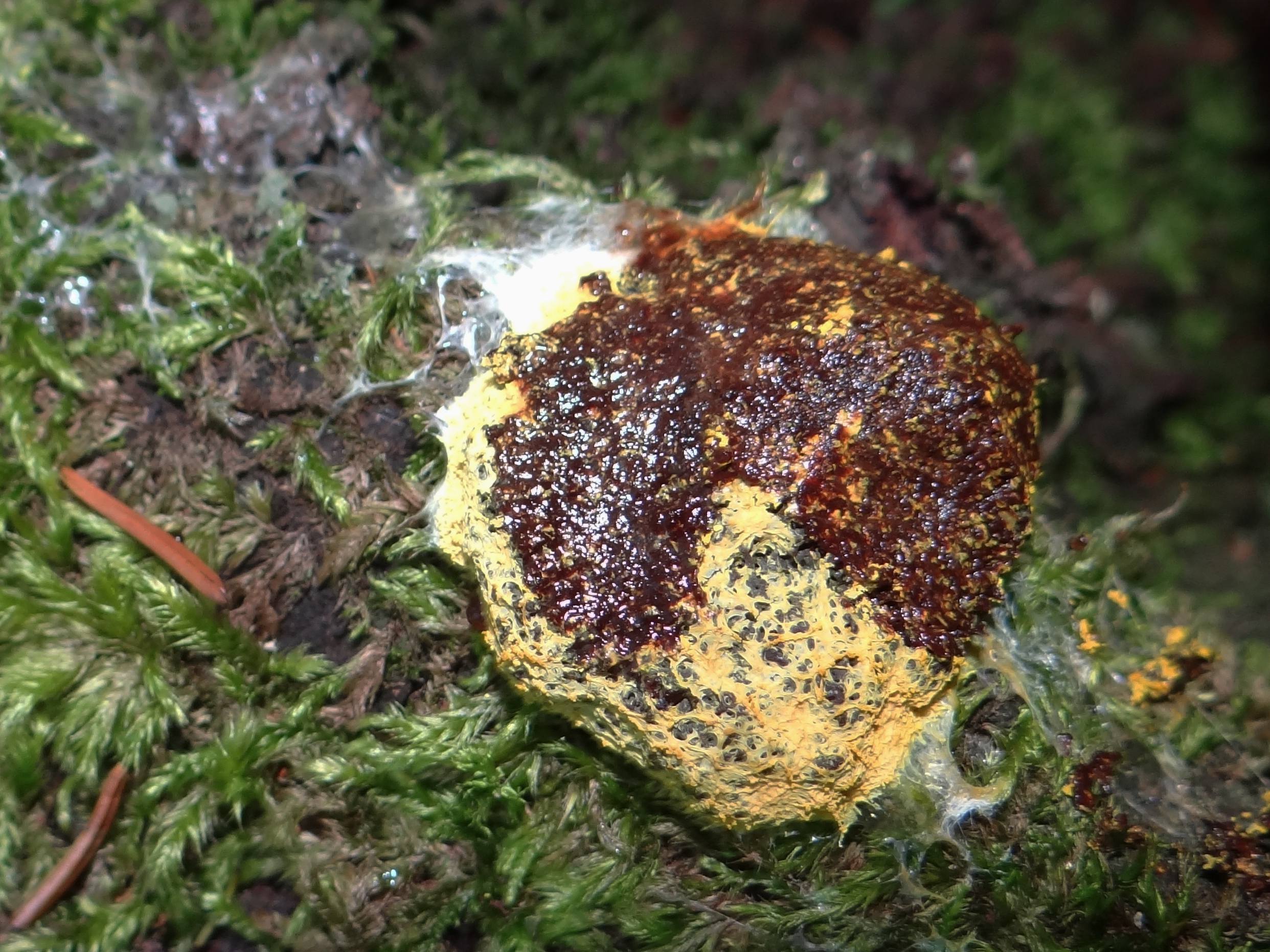
Z czasem plazmodium zmienia barwę

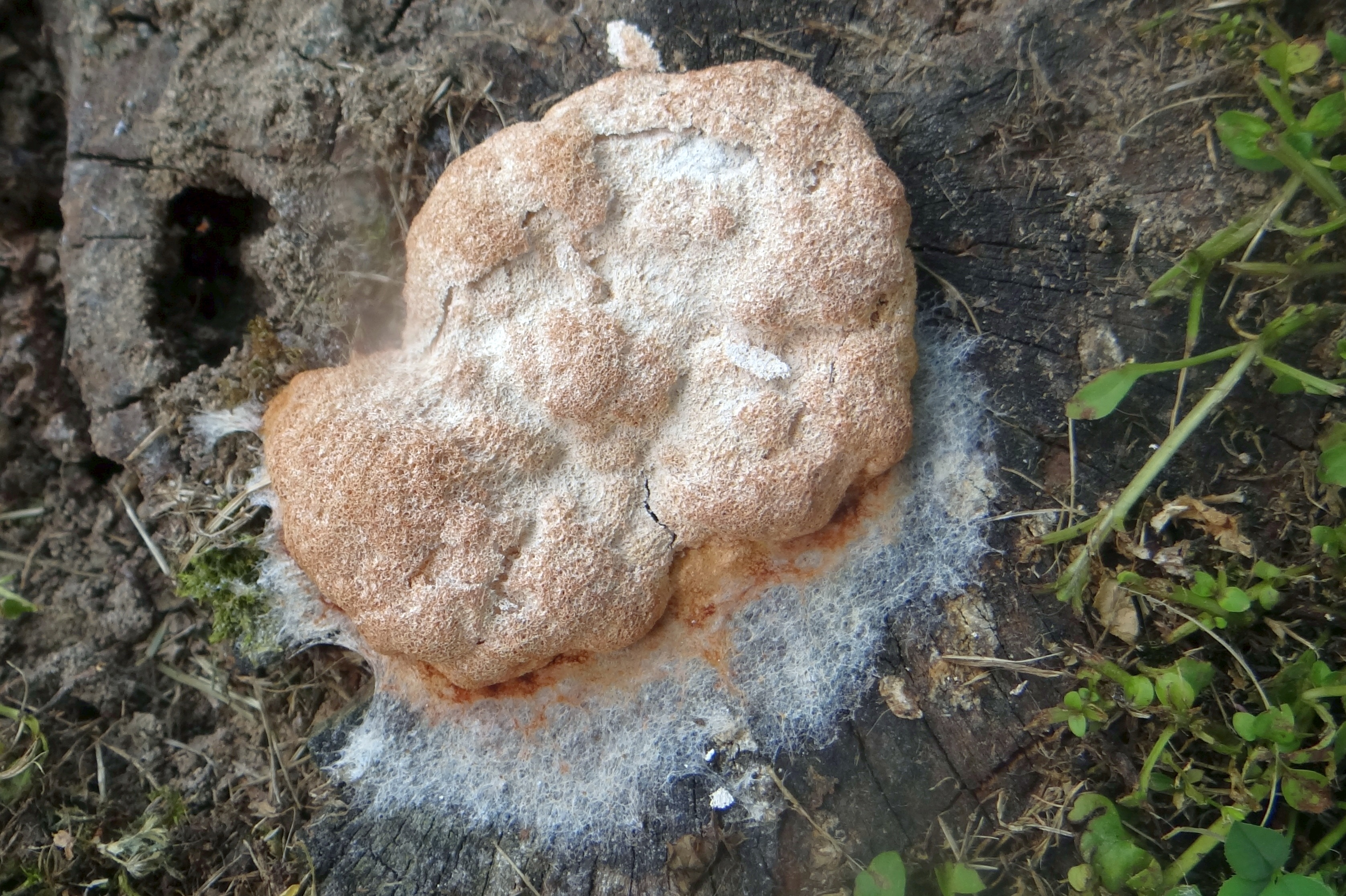
Zrosłozarodnia

Wykwit piankowaty, wykwit różnobarwny, wykwit zmienny, masło czarownicy (Fuligo septica (L.) F.H. Wigg) – gatunek śluzowca.

## Systematyka i nazewnictwo
Pozycja w klasyfikacji: Physaraceae, Physarida, Incertae sedis, Myxogastrea, Mycetozoa, Amoebozoa, Protozoa (według Index Fungorum).
Po raz pierwszy opis tego gatunku sporządził francuski botanik Jean Maechant w 1727 r. i zaklasyfikował go do gąbek. W 1753 r. K. Linneusz nadał mu nazwę Mucor septicus. Obecną, uznaną przez Index Fungorum nazwę nadał mu w 1780 r. F. H. Wiggers, przenosząc go do rodzaju Fuligo.
Odmiany:
- Fuligo septica var. flava (Pers.) Morgan 1895
- Fuligo septica (L.) F.H. Wigg. 1780, var. septica

## Morfologia
Tworzy cytrynowożółte, śluzowate, bezkształtne plazmodium, które nie zawiera chlorofilu i nie posiada błon cytoplazmatycznych. Z zewnątrz okryte jest cienką warstewką śluzu i hialoplazmy, w środku znajduje się płynna cytoplazma z ziarnistościami. Plazmodium osiąga średnicę 3–10 cm. Ściśle przylega do podłoża. Z czasem ulega zwapnieniu, twardnieje i zmienia barwę na czerwonawą lub brązowawą.
Zarodnie posiadają zwapniałą ścianę. Jest w nich włośnia złożona z wielokrotnie rozgałęzionych nitek, zawierających żółte, wrzecionowate wapniaczki.

## Biologia
Plazmodium wykwitu piankowego w poszukiwaniu składników pokarmowych powoli porusza się na podłożu za pomocą nibynóżek. Nie potrzebuje światła i rozwija się w ciemności, ale podczas wytwarzania zarodników wypełza na miejsca oświetlone. Rozmnaża się za pomocą zarodników, które wytwarza w otoczonych celulozową błonką zrosłozarodniach. Zarodniki mają dwuwarstwową ścianę, ściana wewnętrzna jest włóknista, zewnętrzna jest gęsta i ma kolce. Podczas kiełkowania zewnętrzna warstwa pęka, a przez powstały w niej otwór oraz bardziej elastyczną warstwę wewnętrzną wydobywa się protoplazma zarodników. Czasami pozostałości zewnętrznej warstwy, która jest dość trwała, pozostają długo przyklejone do plazmodium. Zawarty w wewnętrznej warstwie enzym peroksydaza bierze udział w procesie kiełkowania. Zarodniki roznoszone są przez chrząszcze z rodziny Lathridiidae.
Wykwit piankowaty charakteryzuje się niezwykle wysoką odpornością na toksyczne działanie metali. W badaniach laboratoryjnych stwierdzono w jego plazmodium tak wysoką zawartość cynku (4000–20 000 ppm), że wydaje się wprost niewiarygodne, że organizm żywy może żyć przy takiej ilości toksycznego metalu. Odporność na cynk jest specyficzną cechą tego gatunku.

## Występowanie i siedlisko
Jest rozprzestrzeniony na całej kuli ziemskiej. Zazwyczaj rośnie na martwych pniakach, pniach drzew, opadłych liściach i innych resztkach roślinnych, ale może rosnąć również na żywych roślinach. W Polsce spotykany jest głównie w lecie i jesienią, po deszczach i jest pospolity na terenie całego kraju.

## Znaczenie
- U niektórych ludzi może powodować astmę i alergiczny nieżyt nosa[13].
- Ekstrakt z wykwitu piankowego wykazuje podobne jak antybiotyki działanie na Bacillus subtilis oraz Candida albicans oraz cytotoksyczne działanie na komórki KB (linia komórkowa pochodzi z ludzkiego raka nosogardzieli)[14].
- Ponieważ ma dużą liczbę intronów grupy I, służy jako model do zrozumienia mechanizmu przetwarzania RNA[15].
- W Meksyku plazmodia wykwitu piankowatego są zbierane i spożywane[16]. Mieszkańcy Karpat ukraińskich także smażą i jedzą plazmodia. W smaku przypominają jajecznicę[17].
- W skandynawskim folklorze wykwit piankowaty jest uważany za wymioty chowańca czarownic zwanego bjära(inne języki).